# Gocław (Warszawa)

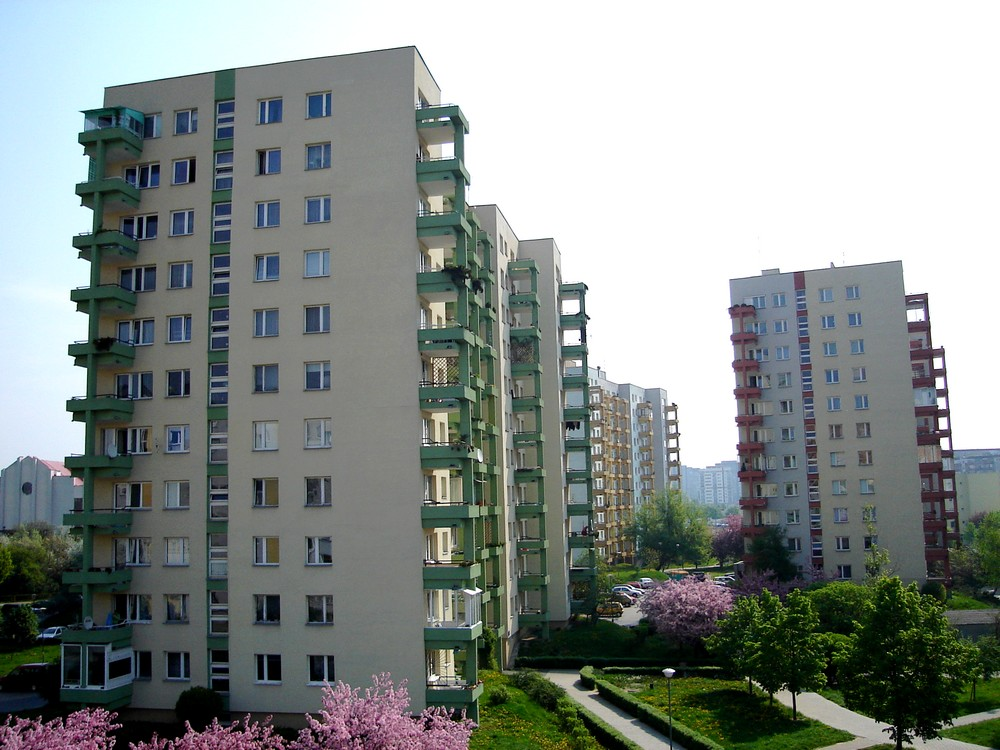
Gocław-Lotnisko, osiedle Orlik

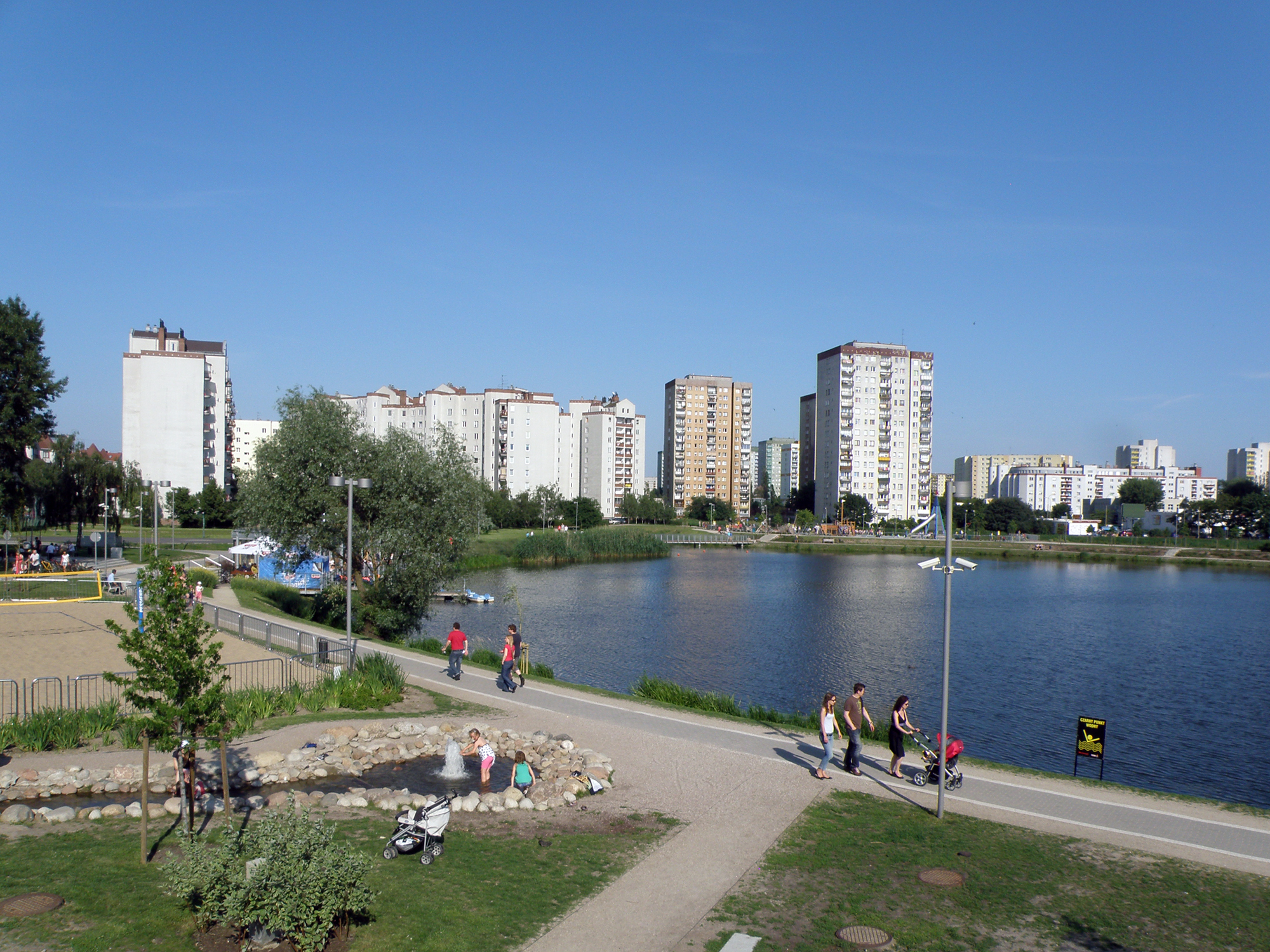
Park nad Balatonem

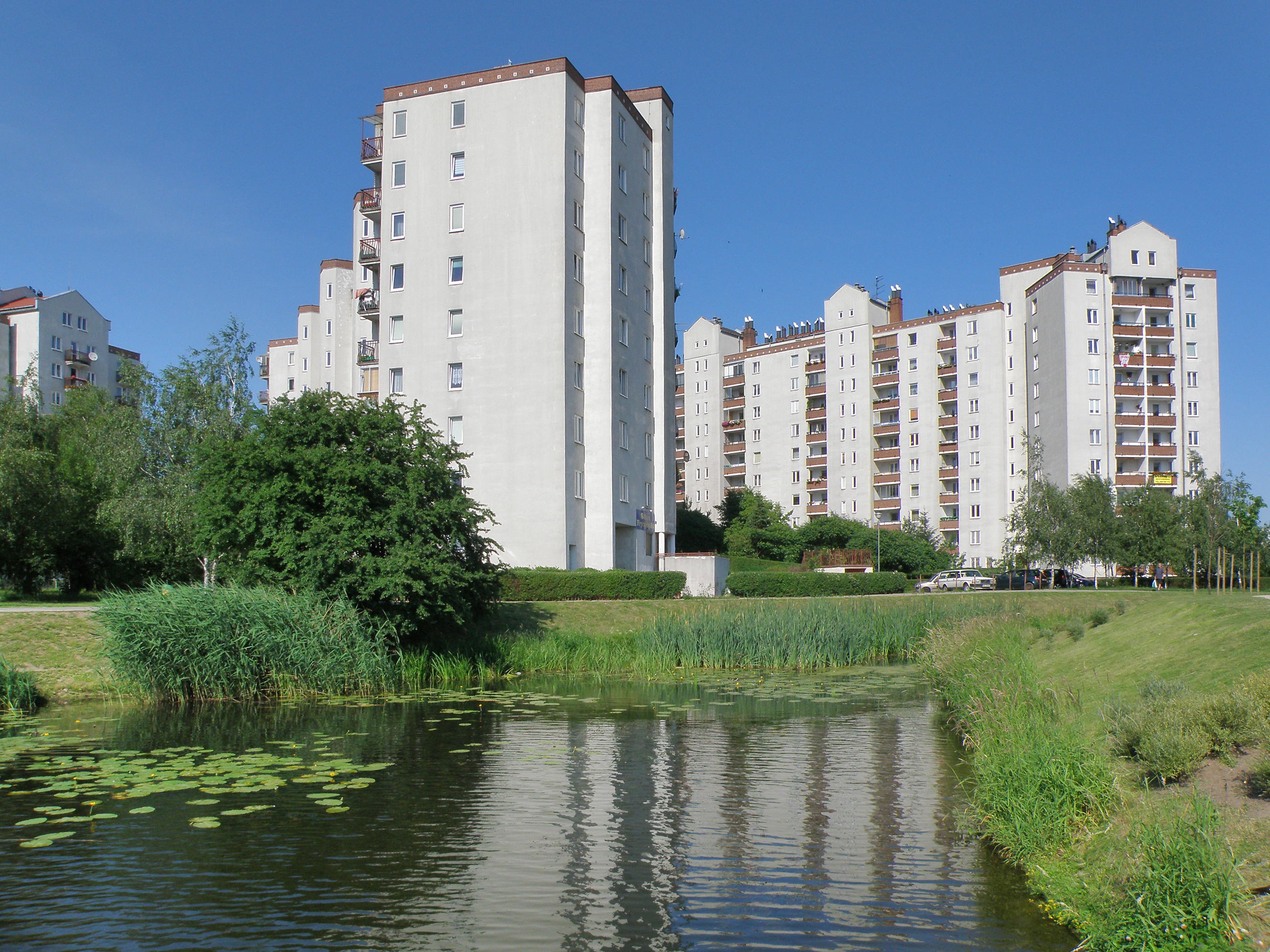
Park nad Balatonem

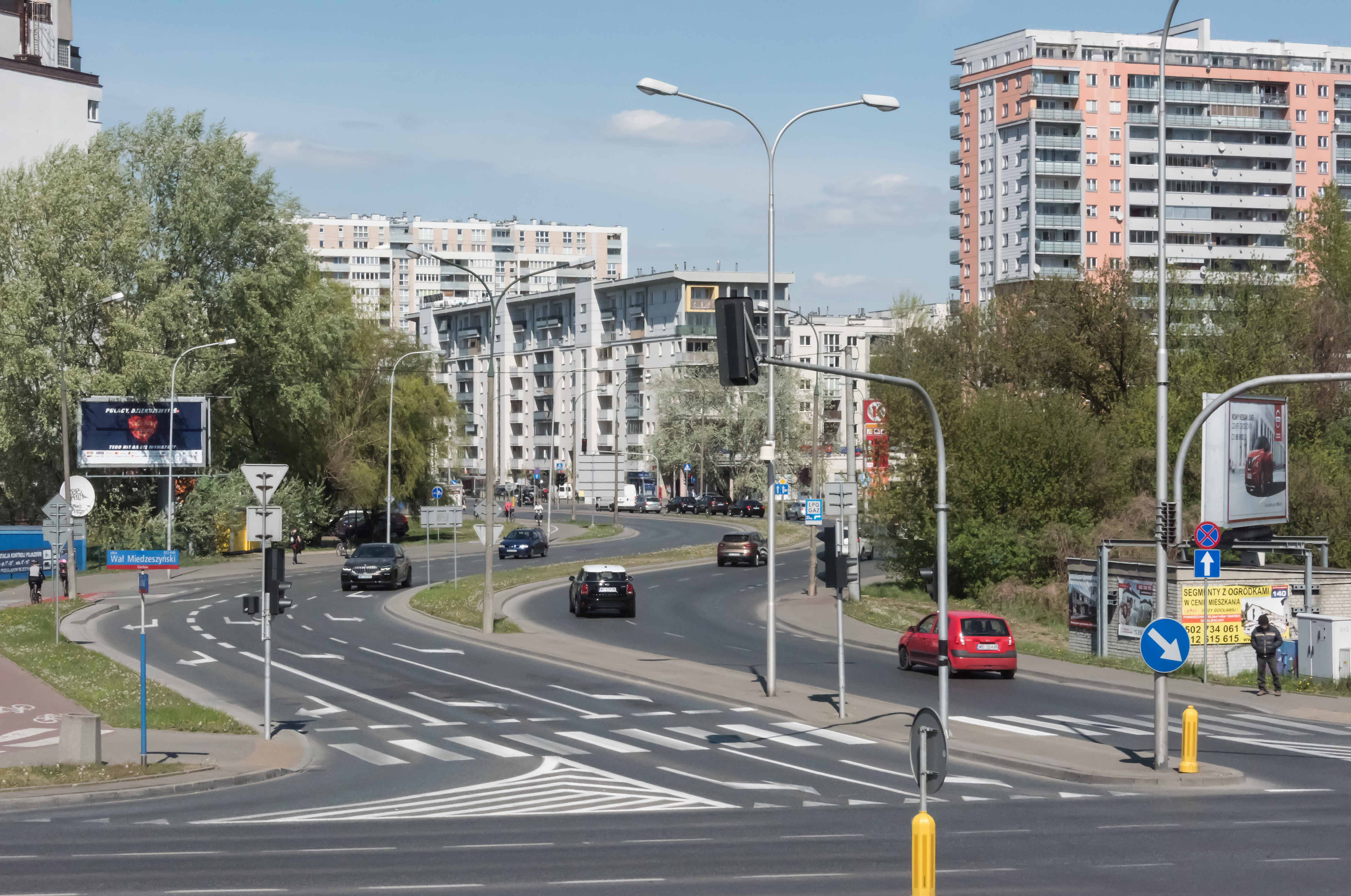
Ulica gen. Augusta Emila Fieldorfa „Nila“ przy Wale Miedzeszyńskim

Gocław – osiedle i obszar MSI w dzielnicy Praga-Południe w Warszawie.
Składa się z mniejszych osiedli: Iskra, Jantar, Orlik, Wilga, Kępa Gocławska i Przyczółek Grochowski.

## Historia
Wieś o ówczesnej nazwie Gościsław lub Gościesław, prawdopodobnie nazwana imieniem jej pierwszego właściciela, została założona w XI wieku (podobnie jak i Kamion, z którym stanowią najstarsze zamieszkałe tereny dzisiejszej Warszawy). Dokumenty historyczne z 1155 roku wymieniają miejscowość jako własność biskupa płockiego. W późniejszym okresie weszła ona w skład dóbr Kamion.
Wieś duchowna Gocław była własnością prebendalną płockiej kapituły katedralnej w 1542 roku.
W 1580 powierzchnia rolna Gocławia wynosiła ok. 115 ha. W lipcu 1655 na terenie Gocławia stoczono trzydniowa bitwę z wojskami szwedzko-brandenburskimi, w wyniku czego wieś została zniszczona. W 1755 roku Gocław i Kępa Gocławska liczyły 17 domów. W 1780 król Stanisław August Poniatowski nabył teren Gocławia i odstąpił swemu bratankowi Stanisławowi Poniatowskiemu. W 1795, po utracie niepodległości, dobra te przeszły na własność skarbu państwa pruskiego. W 1827 Gocław liczył 22 domy i 168 mieszkańców, a w 1912 – 497 mieszkańców.
Gocław (wraz z Grochowem i Saską Kępą) przyłączono do Warszawy w kwietniu 1916 roku, tworząc 17. okręg Grochów (komisariat Policji Państwowej XVII). W jego obrębie zamieszkiwało wówczas ok. 5500 mieszkańców – przeważnie w parterowych i drewnianych budynkach, pozbawionych większości urządzeń komunalnych. W okresie II RP na Gocławiu planowano drugie po Okęciu lotnisko międzynarodowe, zabezpieczono nawet teren pod budowę Lotniska Gocław.
Po II wojnie światowej, w 1946, na terenach Gocławia założono lotnisko sportowe Aeroklubu Warszawskiego, które istniało do połowy lat 70. XX wieku.
W 1977 roku Robotnicza Spółdzielnia Mieszkaniowa „Osiedle Młodych” rozpoczęła na jego miejscu budowę największego na prawym brzegu Wisły zespołu mieszkaniowego Gocław-Lotnisko. Generalnym projektantem przedsięwzięcia został Tadeusz Mrówczyński. W nawiązaniu do lokalizacji w miejscu zlikwidowanego lotniska, osiedlom mieszkaniowym na Gocławiu nadano nazwy odnoszące się do polskich samolotów:
- Iskra → PZL TS-11 Iskra
- Jantar → SZD-41 Jantar Standard
- Orlik → PZL-130 Orlik
- Wilga → PZL-104 Wilga

W XXI wieku, w latach 2010–2017, na granicy Gocławia i sąsiedniej Saskiej Kępy wybudowano tzw. Osiedle Saska.

## Geografia

### Granice Gocławia
Gocław, według podziału Miejskiego Systemu Informacji (tzw. Obszar „Gocław” tego systemu; nie jest to jednak jednostka administracyjna), obejmuje tereny ograniczone:
- ul. Ostrobramską
- projektowaną al. Tysiąclecia
- rzeką Wisłą w kierunku południowym do wysokości kanału Nowa Ulga
- kanałem Nowa Ulga

W tak wyznaczonych granicach osiedle ma 410,5 ha (4,1 km²) powierzchni.
Podział wytyczony przez Miejski System Informacji wzbudza jednak kontrowersje, gdyż w wielu przypadkach nie uwzględnia uwarunkowań historycznych. Podobnie jest również w przypadku Gocławia – wyłączono z niego Kępę Gocławską (według MSI jest to część Saskiej Kępy), a włączono Przyczółek Grochowski (historycznie to część Grochowa) oraz zabudowania wzdłuż ul. Ostrobramskiej (obydwa te obszary nie są traktowane jako część Gocławia w podziale na pomocnicze jednostki samorządowe Pragi-Południe).

### Ukształtowanie powierzchni
Gocław położony jest w całości na obszarze Doliny Środkowej Wisły. Jego najniższe punkty znajdują się na południu wzdłuż brzegu Wisły i osiągają wysokość 79,8 m n.p.m. Teren łagodnie wznosi się ku północy, by w okolicach ul. Ostrobramskiej osiągnąć 86,0 m n.p.m. Jedynie sztuczne nasypy osiągają większe wysokości, np. korona Wału Miedzeszyńskiego ma 88,1 m n.p.m.

### Hydrografia
Głównym ciekiem wodnym Gocławia jest Wisła, stanowiąca jego południową granicę na długości 800 m. Na obszarze zalewowym, pomiędzy brzegiem Wisły a wałem przeciwpowodziowym, znajdują się okresowe i stałe zalewy zmieniające swoje kształty po każdym wylewie Wisły. Granicę południowo-wschodnią wyznacza Kanał Nowa Ulga (2520 m z całkowitej długości kanału wynoszącej 5600 m stanowi odcinek graniczny Gocławia) oraz, przy samej ul. Ostrobramskiej na odcinku długości ok. 40 m, bezimienny kanał wpadający do Kanału Nowa Ulga. 
Równoleżnikowo przez Gocław przepływa Kanał Gocławski, mający 2320 m długości, wypływający z Jeziora Gocławskiego (powierzchnia jego wynosi 1,65 ha) i wpadający do Kanału Nowa Ulga. Górny bieg tego kanału, powyżej Jeziora Gocławskiego, nosi nazwę Kanału Wystawowego (na mapach czasami nazywany Kanałem Kamionkowskim) i na niewielkim odcinku (ok. 50 m) również znajduje się na terenie Gocławia. 
W środkowej części od Kanału Gocławskiego odchodzi niewielka odnoga, na której utworzony jest sztuczny zbiornik niemający nazwy oficjalnej, a nieoficjalnie nazywany Balatonem lub Jeziorkiem Balatońskim. Jezioro to ma powierzchnię 2,64 ha i łączy się z Kanałem Gocławskim dwoma kanałami łącznikowymi – zachodnim o długości 60 m i wschodnim o długości 55 m.

## Transport
Główną sieć ulic tworzą: ul. Abrahama, Umińskiego, Jugosłowiańska, Meissnera (te ulice tworzą elipsę), ul. gen. A.E. Fieldorfa „Nila” (północ – południe) i Bora-Komorowskiego (wschód – zachód).
Na osiedlu znajduje się pętla autobusowa ZTM. Węzeł komunikacyjny „Bora Komorowskiego” umożliwia łatwe połączenie z Trasą Siekierkowską. Trwają prace nad rozbudową sieci komunikacyjnej Gocławia o tramwaj oraz linię metra M3.

### Rada osiedla
Na terenie Gocławia działa Rada Osiedla Gocław, samodzielna jednostka pomocnicza dzielnicy Praga-Południe, z siedzibą przy ul. Przemyka 2.

## Oświata

### Szkoły podstawowe
- Szkoła Podstawowa nr 10 im. Kardynała Stefana Wyszyńskiego – ul. Ostrobramska 72
- Szkoła Podstawowa nr 135 im. Marii Kownackiej – ul. Przemyka 5
- Szkoła Podstawowa nr 185 im. UNICEF – ul. Bora-Komorowskiego 31
- Szkoła Podstawowa nr 279 im. Batalionów Gustaw i Harnaś – ul. Cyrklowa 1
- Szkoła Podstawowa nr 312 im. Ewy Szelburg-Zarembiny – ul. Umińskiego 12
- Szkoła Podstawowa nr 375 im. Orląt Lwowskich – ul. Abrahama 10
- Szkoła Podstawowa nr 402 − ul. Jana Nowaka-Jeziorańskiego 22